# Bolitochara nigrina
Bolitochara nigrina är en skalbaggsart som först beskrevs av Thomas Casey 1885.  Bolitochara nigrina ingår i släktet Bolitochara och familjen kortvingar. Inga underarter finns listade i Catalogue of Life.